# باربارا بودیچون
باربارا لی اسمیت بودیچون (۸ آوریل ۱۸۲۷–۱۱ ژوئن ۱۸۹۱) یک معلم و هنرمند انگلیسی و یک فمینیست و فعال حقوق زنان در اواسط قرن نوزدهم بود. او خلاصه تأثیرگذاری های خود را از قوانین انگلستان در مورد زنان در سال ۱۸۵۴ و مجله زنان انگلیسی در سال ۱۸۵۸ منتشر کرد. بودیشون در سال ۱۸۶۹ کالج گیرتون را در کمبریج تأسیس کرد. برادر او بنجامین لی اسمیت کاشف قطب شمال بود.
باربارا در اوایل زندگی‌اش، نیرویی از شخصیت و وسعت همدردی‌هایش را نشان داد که باعث شهرت او در میان بشردوستان و مددکاران اجتماعی شد. درآمد مستقل به او آزادی داد که معمولاً بسیاری از زنان از آن برخوردار نبودند و بودیچون و گروهی از دوستان لندنی در دهه ۱۸۵۰ شروع به ملاقاتهای منظم برای بحث در مورد حقوق زنان کردند و به «بانوهای لانگهام پلیس» معروف شدند. این گروه به یکی از اولین جنبش‌های سازمان یافته زنان در بریتانیا تبدیل شد. در سال ۱۸۵۴، او خلاصه مختصری از قوانین انگلستان در مورد زنان را منتشر کرد، که به ترویج تصویب قانون مالکیت زنان متأهل در ۱۸۸۲ کمک کرد.